# Parepisparis pallidus
Parepisparis pallidus là một loài bướm đêm trong họ Geometridae.